# Гонсалу Естевеш
Гонсалу Естевеш (порт. Gonçalo Esteves, нар. 27 лютого 2004, Аркуш-де-Валдевеш) — португальський футболіст, захисник швейцарського клубу «Івердон Спорт».
Виступав, зокрема, за клуб «Спортінг», а також юнацьку збірну Португалії.
Володар Суперкубка Португалії.

## Клубна кар'єра
Народився 27 лютого 2004 року в місті Аркуш-де-Валдевеш.
У дорослому футболі дебютував 2021 року виступами за команду «Спортінг» Б, в якій провів один сезон, взявши участь в 11 матчах чемпіонату. 7 жовтня 2021 року англійська газета The Guardian назвала його одним з 60-ти найкращих футболістів світу 2004 року народження.
Своєю грою за цю команду привернув увагу представників тренерського головної команди «Спортінга», до складу якої приєднався того ж року. Відіграв за лісабонський клуб наступний сезон своєї ігрової кар'єри.
Згодом з 2022 по 2024 рік грав у складі команд «Ештуріл-Прая», «Спортінг» Б, АЗ, «Йонг АЗ» та «Удінезе».
До складу клубу «Івердон Спорт» приєднався 2024 року.

## Виступи за збірні
У 2019 році дебютував у складі юнацької збірної Португалії (U-15), загалом на юнацькому рівні взяв участь у 38 іграх, відзначившись 3 забитими голами.

## Титули і досягнення
- Володар Суперкубка Португалії (1):

«Спортінг»: 2021